# آيت أم البخث
آيت أم البخث هي قرية مغربية وسط شمال البلاد. تقع آيت أم البخث بإقليم بني ملال وتضم 8.198 نسمة (إحصاء رسمي 2014).